# Кубанский сельсовет (Оренбургская область)
Кубанский сельсовет — сельское поселение в Переволоцком районе Оренбургской области Российской Федерации.
Административный центр — село Кубанка.

## История
Статус и границы сельского поселения установлены Законом Оренбургской области от 2 сентября 2004 года № 1424/211-III-ОЗ «О наделении муниципальных образований Оренбургской области статусом муниципального района, городского округа, городского поселения, установлении и изменении границ муниципальных образований».

## Население
| 2010  | 2012  | 2013  | 2014  | 2015  | 2016  | 2017  |
| ----- | ----- | ----- | ----- | ----- | ----- | ----- |
| 1457  | ↗1467 | ↘1436 | ↘1402 | ↘1388 | →1388 | ↗1394 |
| 2018  | 2019  | 2020  | 2021  |       |       |       |
| ↘1368 | ↘1361 | ↘1313 | ↘1301 |       |       |       |

## Состав сельского поселения
| № | Населённый пункт | Тип населённого пункта       | Население |
| - | ---------------- | ---------------------------- | --------- |
| 1 | Кубанка          | село, административный центр | ↘1126     |
| 2 | Родничное        | село                         | ↗257      |
| 3 | Рыжковка         | село                         | 74        |